# Grani Silvà
Grani Silvà (en llatí Granius Silvanus) va ser un militar romà del segle i.
Era tribú militar d'una cohort pretoriana i l'emperador Neró li va encarregar amb relació a la conspiració de Pisó de demanar algunes explicacions al filòsof Sèneca que havia tingut correspondència amb Antoni Natalis, un dels conspiradors.
El mateix Silvà estava involucrat a la conspiració i quan finalment el van descobrir, fou jutjat però absolt; tot i així es va suïcidar. El seu nom és mencionat també per Tàcit amb la forma "Gravi" (Gravius).